# Haid (Belgique)
Pour les articles homonymes, voir Haid.
Haid est un hameau belge de l'ancienne commune de Serinchamps, situé dans la commune de Ciney.

## Histoire
Au cours de la Bataille de France, Haid est prise le 12 mai 1940 par les Allemands du Kradschützen-Bataillon 7 (unité de la 7e Panzerdivision d'Erwin Rommel) malgré une sérieuse défense française.